# Лименас (Тасос)
Лименас или Тасос (грч. Λιμένας Θάσου  = „Лука Тасоса“) је привредни, административни и туристички центар острва Тасос. Град је имао 3.331 становника по попису из 2021. године. 
Лука је повезана трајектима са Кавалом и Керамотијем. Из града саобраћа аутобус до места унутар острва.
Град је познат по каменолому и музеју са мермерним статуама из историје.

## Галерија
- Лименас, лука
- једна од плажа
- Тасос, ноћу
- Трајект Керамоти-Тасос